# Варлаам (митрополит Молдавский)
Варлаа́м (в миру Василе Моцок; 1580 или 1585, Болотешть, Молдавское княжество — 1657, Секульский монастырь, Молдавское княжество) — митрополит Молдавского княжества (1632—1653), издатель первой печатной книги на молдавском языке («Казания» — «Cartea românească de învăţătură» 1643).

## Биография
Родился в 1580 году (по другим данным в 1585 году) в семьи резешей из села Болотешть (ныне жудец Вранча Румынии).
Боролся за национальные и религиозные права трансильванских румын. Поборник просвещения и дружбы с Россией. Один из основателей Славяно-греко-латинской академии (1640) в Яссах.
В 1637—1643 годах Василий Лупу открыл в Яссах первую молдавскую типографию при участии митрополита Варлаама и с помощью Москвы, Киева и Львова, откуда были завезены оборудование для книгопечатания и бумага. В типографии было напечатано 8 книг, среди которых «Казания Варлаама» (1643) и первый молдавский сборник законов — «Уложение В. Лупу» (1646). Политические неурядицы привели к закрытию типографии в 1653 году.
С его именим связано начало письменной традиции на румынском языке.
Оставив кафедру, Варлаам удалился в Секульский монастырь. По его распоряжению было переписано несколько славянских рукописей с изящными орнаментами.
Умер в 1657 году в Секульском монастыре. Там же и был похоронен.
Канонизирован Румынской Православной Церковью. 7 марта 2018 года решением Священного Синода Русской Православной Церкви включён в месяцеслов Русской Православной Церкви с днём памяти 12 сентября..

## Память
- Именем Варлаама названы улицы в Кишинёве[4] и Бельцах.
- В 1999 году была выпущена почтовая марка Молдовы, посвященная Варлааму.

## Основные произведения
- «Carte romaneasca de invatatura la dumenecele de preste an» (Казания)
- «Şapte Taine a Bisericii» (Семь таинств церковных)
- «Răspunsul impotriva Catehismului calvinesc» (Ответ на кальвинистский катехизис)